# Miguel Marini
Miguel Ángel Marini es un militar argentino, perteneciente al Ejército Argentino, que ocupó el cargo Gobernador de facto de Córdoba, Argentina, entre el 2 de febrero de 1979 hasta el 8 de marzo de 1979 durante el autoproclamado Proceso de Reorganización Nacional.
Previamente, había ocupado el cargo de Ministro de Gobierno en aquella provincia, entre marzo de 1976 y diciembre de 1977, también bajo aquel gobierno militar.
Fue procesado por crímenes de lesa humanidad debido a su responsabilidad como Jefe del Estado Mayor de la IV Brigada de Infantería Aerotransportada, entre los que se encontraban los centros clandestinos de detención "Hospital Militar de Córdoba", "La Ribera", "Malagueño" y "La Perla", y sus responsabilidades como gobernador de facto de Córdoba, entre los que se encontraban los centros clandestinos de detención  "D-2 de la Policía de Córdoba", "Casa de Hidráulica" o "Embudo" y "Unidad Penitenciaria 1 de Córdoba".
Sin embargo, fue beneficiado por la Ley de Punto Final. Luego de la derogación de esta ley, así como de la ley de Obediencia Debida, la causa, caratulada «"Vergez" y "González Navarro"», en la que se encontraba procesado, comenzó en noviembre de 2017.
Fue Subjefe del Área 311 del Ejército Argentino.
| Predecesor: Carlos Chasseing | Interventor federal de facto de Córdoba 1979-1979 | Sucesor: Adolfo Sigwald |